# Пендлтон (Індіана)
Пендлтон (англ. Pendleton) — місто (англ. town) в США, в окрузі Медісон штату Індіана. Населення — 4717 осіб (2020).

## Географія
Пендлтон розташований за координатами 40°0′31″ пн. ш. 85°45′39″ зх. д. / 40.00861° пн. ш. 85.76083° зх. д. (40.008478, -85.760778).  За даними Бюро перепису населення США в 2010 році місто мало площу 29,09 км², з яких 28,92 км² — суходіл та 0,17 км² — водойми. В 2017 році площа становила 31,73 км², з яких 31,56 км² — суходіл та 0,17 км² — водойми.

## Демографія
Згідно з переписом 2010 року, у місті мешкали 4253 особи в 1754 домогосподарствах у складі 1154 родин. Густота населення становила 146 осіб/км².  Було 1893 помешкання (65/км²).
Расовий склад населення:
| - 96,6 % — білих - 1,0 % — чорних або афроамериканців - 0,8 % — азіатів - 0,3 % — корінних американців - 0,1 % — вихідців з тихоокеанських островів |

До двох чи більше рас належало 0,9 %. Частка іспаномовних становила 1,0 % від усіх жителів.
За віковим діапазоном населення розподілялося таким чином: 26,4 % — особи молодші 18 років, 58,6 % — особи у віці 18—64 років, 15,0 % — особи у віці 65 років та старші. Медіана віку мешканця становила 37,6 року. На 100 осіб жіночої статі у місті припадало 89,7 чоловіків;  на 100 жінок у віці від 18 років та старших — 82,3 чоловіків також старших 18 років.
Середній дохід на одне домашнє господарство  становив 73 715 доларів США (медіана — 54 198), а середній дохід на одну сім'ю — 93 771 долар (медіана — 76 548). Медіана доходів становила 54 569 доларів для чоловіків та 43 636 доларів для жінок. За межею бідності перебувало 6,7 % осіб, у тому числі 14,7 % дітей у віці до 18 років та 8,8 % осіб у віці 65 років та старших.
Цивільне працевлаштоване населення становило 2156 осіб. Основні галузі зайнятості: освіта, охорона здоров'я та соціальна допомога — 26,1 %, роздрібна торгівля — 11,5 %, виробництво — 10,6 %, публічна адміністрація — 10,2 %.